# 155-mm-Feldhaubitze KH179
Die KH179 ist eine 155-mm-Feldhaubitze aus Südkorea. Entwickelt wurde sie bei Kia und später bei Hyundai Wia produziert.

## Entwicklung
Die KH179 wurde entwickelt, um die in großer Anzahl im Dienst stehenden M114-Haubitzen im Südkoreanischen Heer zu ersetzen. Die Entwicklung begann im Jahr 1979 bei der Agentur für Verteidigungsentwicklungen (ADD) und bei Kia. Dabei verwendeten die Entwickler die angestammte Lafette der M114-Haubitze und setzten auf diese ein neues Geschützrohr mit 39 Kaliberlängen (L/39) auf. Weiter wurden die Rohrbremsen, die Rückholeinrichtungen sowie die Visieranlage modernisiert und angepasst. Der erste KH179-Prototyp war im Jahr 1982 bereit und die Serienfertigung begann 1983. Die Rüstungssparte von KIA wurde in den 1980er-Jahren an Hyundai Wia veräußert, welche das Geschütz weiter produzierte. Heute werden die Geschütze von Hanwha Defense vermarktet.

## Technik
Die KH179 ist eine konventionelle Feldhaubitze mit Kraftzugsystem und einer zweirädrigen Spreizlafette mit zwei Spreizholmen. Das Geschütz wiegt feuerbereit 6890 kg. Die Länge der KH179 variiert zwischen 9,55 m in gezogener und 10,39 m in feuerbereiter Stellung. Im gezogenen Zustand beträgt die Höhe 2,77 m und die Breite 2,44 m. Die Bodenfreiheit misst 280 mm. Beim Straßentransport sind die Holme nach hinten geklappt und ruhen auf der Anhängerkupplung des Zugfahrzeugs. Zum Straßentransport können Lastkraftwagen mit der Radformel 6×6 verwendet werden. Die maximal zulässige Zuggeschwindigkeit beträgt 70 km/h auf der Straße und 16 km/h im Gelände. Für den Lufttransport können Hubschrauber vom Typ CH-47 „Chinook“ oder Transportflugzeuge vom Typ C-130 „Hercules“ verwendet werden.

### Geschütz
Das Geschützrohr mit 39 Kaliberlängen (L/39) besteht aus hochfestem Stahl und ist durchgehend autofrettiert. Das Geschützrohr entspricht dem Joint Ballistics Memorandum of Understanding (JBMoU) der NATO. Das Geschützrohr ist auf der einachsigen M114-Lafette mit zwei Spreizholmen untergebracht. Bei der Rohrwiege sind am Geschützrohr zwei hydropneumatische Rohrbremsen und Rohrvorholer montiert. Am Rohrende befindet sich die Ladungskammer mit einem Volumen von 18,85 Liter. Verwendet wird ein Schraubenverschluss. Der Seitenrichtbereich beträgt ±23,5° und der Höhenrichtbereich liegt bei 0° bis 68,6°. Neben der Rohrwiege sind auf der linken Seite die Visiereinrichtung für Indirektes Feuer sowie weitere Bedienelemente für den Kanonier montiert. Mit einem Zielfernrohr können Ziele auf eine Entfernung von rund 4 km im Direktschuss bekämpft werden.
Um die KH179 feuer- oder fahrbereit zu machen, benötigt die 10-köpfige Bedienmannschaft 5–6 Minuten. Beim Schießen sind die Haupträder angehoben und die KH179 stützt sich vorn auf eine von der Unterlafette abgesenkte Schießplattform. Am Ende der Holme sind zwei Erdsporne angebracht, welche die Rückstoßkraft in das Erdreich ableiten. Zusätzlich wird der Rückstoß durch eine Zweikammer-Mündungsbremse gemindert. Der Rohrrücklauf beträgt in der oberen Winkelgruppe 1.041 mm und in der unteren Winkelgruppe 1.524 mm.
Für drei Minuten ist mit der KH179 eine Schussfolge von 4 Schuss pro Minute möglich. Bei anhaltendem Schießen ist die Schussfolge infolge der thermischen Beanspruchung des Geschützrohres auf 2 Schuss pro Minute begrenzt.

### Munition
Die KH179 verwendet getrennt geladene Munition mit variablen Treibladungsbeuteln (Zonenladungen). Das heißt, das Geschoss und die Treibladung werden nacheinander geladen. Der beim Abschuss maximal zulässige Gasdruck beträgt 3.144 bar. Mit der KH179 werden Geschosse von Poongsan Corporation angeboten. Daneben kann das Geschütz die gesamte 155-mm-NATO-Munition verschießen. Es werden die folgenden Schussdistanzen erreicht:
| Name             | Geschosstyp                          | Gewicht | Füllung                      | Schussdistanz |
| ---------------- | ------------------------------------ | ------- | ---------------------------- | ------------- |
| KM107 (M107)     | Sprenggranate                        | 41,6 kg | 6,6 kg TNT                   | 22 km         |
| K308             | Cargogeschoss                        | 46,8 kg | 88 K224-Hohlladungs-Bomblets | 23 km         |
| K310             | Cargogeschoss mit Base-Bleed         | 46,8 kg | 49 K221-Hohlladungs-Bomblets | 28 km         |
| KM549A1 (M549A1) | Sprenggranate mit Raketenantrieb     | 43,6 kg | 6,8 kg TNT                   | 30 km         |
| M712 Copperhead  | Präzisionsgelenkte Artilleriegranate | 62,4 kg | 6,7 kg Composition B         | 18 km         |

## Kriegseinsätze
Das KH179-Geschütz wurde im Ersten Golfkrieg von den Streitkräften des Iran eingesetzt.

## Nutzerstaaten
- Indonesien – 36 (aus südkoreanischen Beständen)
- Iran – unbekannte Anzahl (lokale Bezeichnung HM41)
- Myanmar – 100 (aus südkoreanischen Beständen)
- Südkorea – 1000

Quellen: